# Deuterodon langei
Deuterodon langei és una espècie de peix de la família dels caràcids i de l'ordre dels caraciformes.

## Morfologia
- Els mascles poden assolir 9,4 cm de llargària total.[5]

## Hàbitat
Viu en zones de clima tropical.

## Distribució geogràfica
Es troba a Sud-amèrica: conques fluvials costaneres entre el riu Cubatão i la conca del riu Nhundiaquara (Brasil).